# ハンドレページ W.8

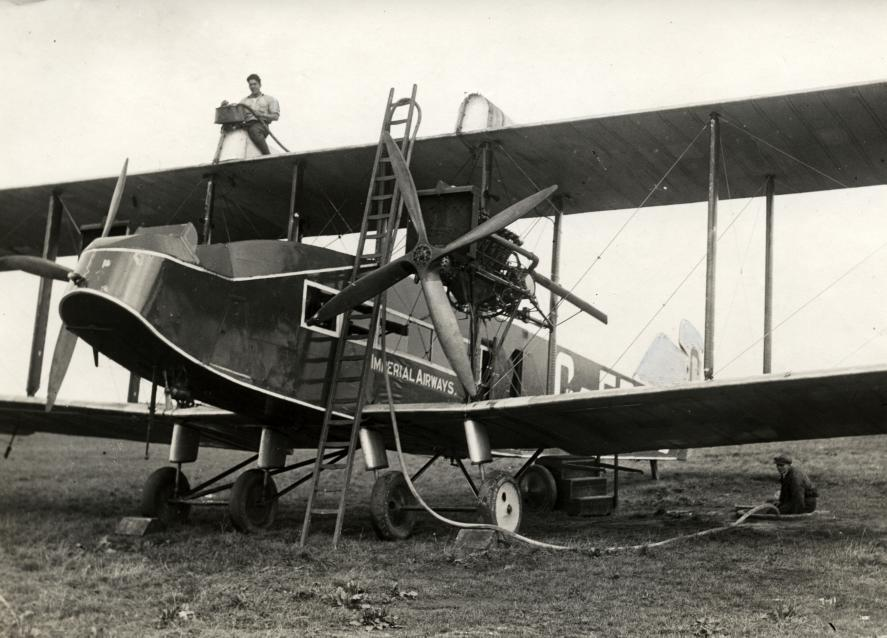
インペリアル・エアウェイズのW.8

ハンドレページ W8（Handley Page W8）はイギリスの双発の複葉旅客機である。原型機は1919年12月2日に初飛行した。25機が製造され、インペリアル・エアウェイズやサベナ・ベルギー航空で使用された。
W8 （またはH.P.18）はハンドレページ最初の民間向け旅客機で、開放式のコクピットに乗員が登場し、15人の乗客が搭乗する客室を持っていた。1919年のルブルージェの航空ショーに展示された後、1919年12月4日、2基のネイピア ライオンエンジン（450 hp）を搭載して初飛行した。世界で最初の化粧室を備えた旅客機であるとされる。
その後、W8b, W8e (H.P.26), W9 (H.P.27) W10 (H.P.30)などに改造された。
W8bは航空省の規格を満たすために、乗客数を12人に減らし、燃料タンクが移動させられた。1921年に航空省は3機を注文し、ハンドレページ・トランスポートで用いた。エンジンをロールスロイス イーグルIXエンジンに換装してW8bとなり、インペリアル航空で、パリ、ブリュセル便で運航された。1924年に1機がサベナ・ベルギー航空に納入され、さらにサベナ・ベルギー航空は3機をベルギーのSABCAでライセンス生産されたものを運用した。
W8eは、信頼性を増すために3発機としたもので機首に360 hpのロールスロイス イーグルIXエンジンを装備し、両翼に240 hpのシドレー ピューマエンジンが装備された。 初号機はサベナ・ベルギー航空に納入され、10機がベルギーのSABCAでライセンス生産された。
3発のW8fは客室にエンジン排気を利用した暖房空調をつけ、W8g Hamiltonは尾翼とラダーが改造された。ロールスロイス イーグルIXエンジン双発に戻されてW10となった。
W9a Hampsteadは385 hpのアームストロング シドレー ジャガー IVエンジン3発機で、インペリアル航空の所属機がロンドン・パリ間で86分の記録を作った。1926年にエンジンを420 hpのブリストル ジュピターエンジンに換装された後、オーストラリアに売却されたが9ヶ月後事故で失われた。。
1931年にインペリアル航空がハンドレページ HP.42を導入されると 旅客運輸からW シリーズは引退した。個人向けに放出された。2機のW10がアラン・コブハムによって給油機に改造された。

## 事故
- 1923年7月10日に、ハンドレページ・トランスポートのG-EAPJ Duchess of Yorkがクロイドンからパリへの飛行の途中にエンジン故障でフランスのポーに不時着した[2]。着陸後に道路に衝突して機体が破壊され、パイロットと整備士は投げ出されたが乗客に怪我はなかった[3]。
- 1926年10月21日、インペリアル航空のG-EBMSがドーバー海峡に不時着水したが、乗員、乗客18名は救助された。
- 1928年2月15日、インペリアル航空のG-EAPJ Princess Maryがフランスのアブビルで墜落した。[2]
- 1929年6月17日、インペリアル航空のG-EBMT City of Ottawaはドーバー海峡に不時着水し7人が犠牲となった。
- 1930年5月31日、Ellyou金鉱開発公社のVH-ULKは、パプアニューギニアのサラマウア付近の山に墜落した。[2] [5]
- 1930年10月30日、インペリアル航空のG-EBIX City of Washingtonがフランスのアブヴィルで墜落した。[2]は、
- 1934年9月22日、アラン・コブハムのナショナル・アビエーション・ディスプレーのG-EBMM Youth of New ZealandがイギリスのClintonで墜落した。

## 要目(W.8f)
出典：British Civil Aircraft since 1919 Volume 2
- 乗員：2名
- 乗客：12名
- 全長：18.33 m
- 全幅：22.92 m
- 全高：5.18 m
- 翼面積：135.3 m2
- 空虚重量：3,910 kg
- 全備重量：5,910 kg
- エンジン：1 × Rolls Royce Eagle IX V-12 360 hp + 2 x Siddeley Puma 240 hp
- 最高速度：166 km/h
- 巡航速度：137 km/h
- 上昇限度：3,960 m